# Anisoplia sila
Anisoplia sila är en skalbaggsart som beskrevs av Zaitzev 1917. Anisoplia sila ingår i släktet Anisoplia och familjen Rutelidae. Inga underarter finns listade i Catalogue of Life.